# Cratere Lindsay

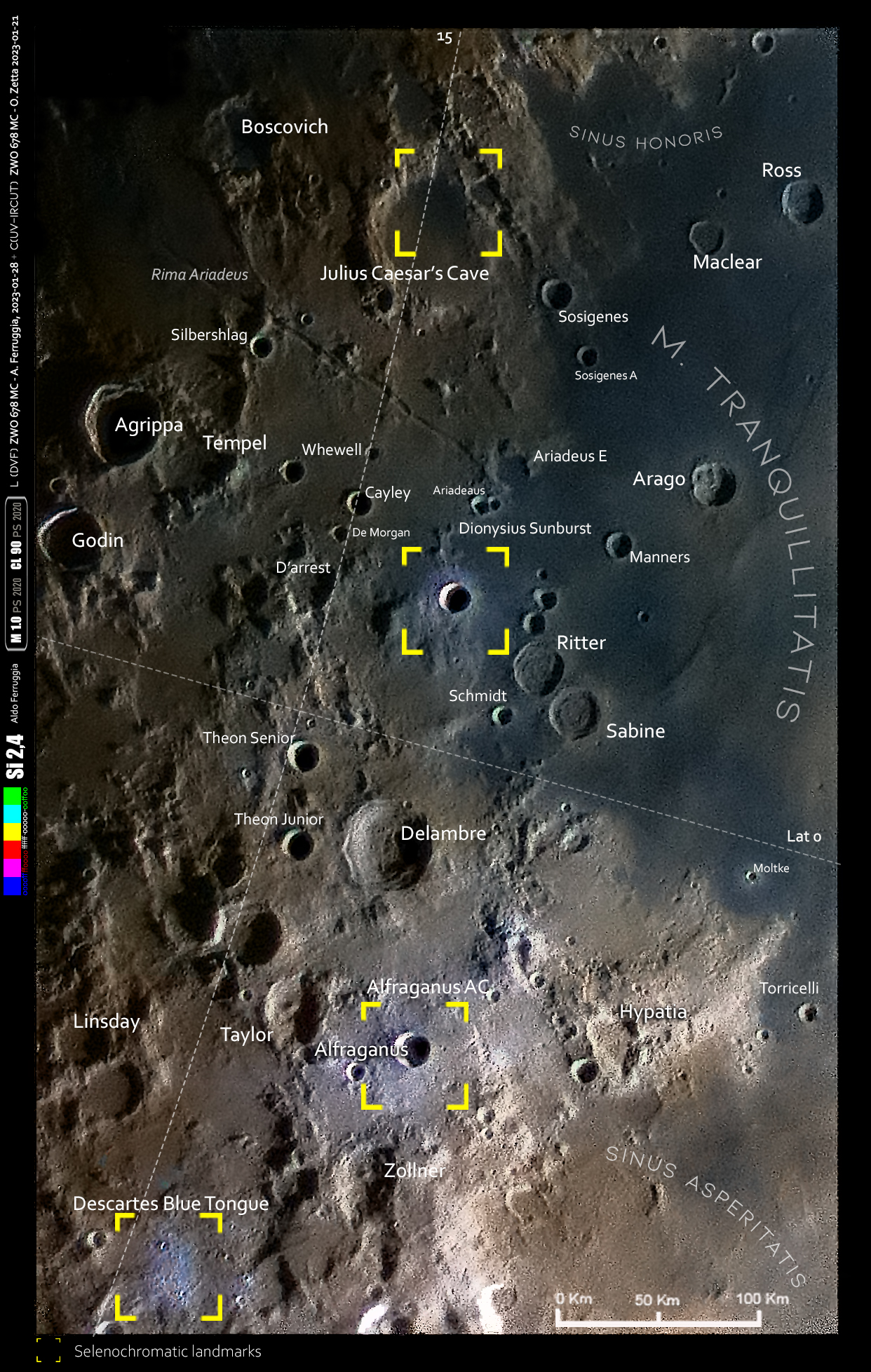
Il cratere(in basso a sinistra) con le strutture vicine in una Immagine Selenocromatica(Si)

Lindsay è un cratere lunare di 32,23 km situato nella parte sud-orientale della faccia visibile della Luna.